# ديكران سركسيان
ديكران سورين سركسيان (الأرمنية: Տիգրան Սուրենի Սարգսյան، من مواليد 29 يناير 1962) هو شخصية سياسية أرمينية ورئيس وزراء أرمينيا من عام 2008 إلى عام 2014. كان في السابق رئيساً للبنك المركزي لأرمينيا من عام 1998 إلى 2008. بعد أن ترك منصبه كرئيس للوزراء، شغل منصب سفير الولايات المتحدة في الفترة من 2014 إلى 2016، وكان رئيساً لمجلس إدارة اللجنة الاقتصادية الأوروآسيوية منذ عام 2016.

## السيرة الذاتية
ولد تيغران في 29 كانون الثاني/يناير 1960 بمدينة وانادزور في جمهورية أرمينيا الاشتراكية السوفيتية. كان لا يزال طفلاً عندما انتقلت عائلته إلى يريفان، حيث في عام 1967-1977 تلقى سركسيان تعليمه الابتدائي في مدرسة ألكسندر بوشكين يريفان رقم 8.

## التعليم
دخل تيغران سركسيان كلية يريفان التقنية رقم 14، التي انتهى منها في عام 1978. في نفس العام دخل معهد يريفان للاقتصاد الوطني، كلية الاقتصاد والتخطيط. في عام 1980 دخل معهد لينينغراد المالي والاقتصادي الذي تخرج منه في عام 1983.
في عام 1987، حصل تيغران سركسيان على درجة الدكتوراه في معهد لينينغراد المالي والاقتصادي، حيث دافع عن أطروحته بعنوان «التخطيط الإقليمي للتنمية الاقتصادية والاجتماعية على مثال أرمينيا».
في عام 1994 درس تيغران ساركسيان في كلية «نشاط صنع القوانين»، في معهد القانون الدولي، واشنطن/الولايات المتحدة الأمريكية.
في 1996-1997 درس «الإدارة المصرفية الفعالة» في معهد التنمية الاقتصادية، والبنك الدولي -واشنطن/الولايات المتحدة الأمريكية.

## بداية المهنة
بعد حصوله على درجة الدكتوراه في الاقتصاد، عاد إلى أرمينيا في عام 1987 وأصبح باحثًا كبيرًا ورئيسًا لمجموعة العلاقات الاقتصادية الدولية في معهد أبحاث الاقتصاد والتخطيط في أرمينيا وعمل حتى عام 1990.
من عام 1988 إلى عام 1993 شغل منصب رئيس المجلس الوطني للمهنيين الشباب والعلماء. من 1990 إلى 1991 عمل كمنسق للندوات المنتظمة حول الإصلاح الاقتصادي التي نظمت للمصرفيين.

## الحياة السياسية
كان تيغران سركسيان أحد مؤسسي حزب «الاتحاد الديمقراطي الوطني» في عام 1991.
في 1993-1995 تم انتخابه كعضو في المجلس الأعلى لجمهورية أرمينيا ضمن جزء «الديمقراطيين الوطنيين» برئاسة كوتشاريان. وأصبح سركسيان رئيساً للجنة الدائمة المعنية بالائتمان المالي وشؤون الميزانية وكان أصغر رئيس لمجلس النواب في البرلمان. في هذا المنصب كان لديه مساهمة كبيرة في سلوك الدرام الأرميني - العملة الوطنية في التداول.

### العملة الوطنية
على الرغم من حقيقة أنه كان ممثل المعارضة في البرلمان، تم تعيين سركسيان كرئيس للجنة الدائمة المعنية بالائتمان المالي وشؤون الميزانية في برلمان أرمينيا.
وقد تم تعيينه إلى جانب رئيس البنك المركزي لإسحاق إساكيان ووزير المالية ليفون برخودريان، كرئيس مشارك للجنة الدولة لتنظيم العملة، التي أنشأها المجلس الأعلى لجمهورية أرمينيا في 13 تشرين الأول/أكتوبر 1993. واعتمدت اللجنة أكثر من 20 قراراً هاماً، وفي 22 تشرين الثاني/ نوفمبر 1993، تم تداول الدراما الوطنية الأرمنية (). قيمة الأوراق النقدية والقطع النقدية الصادرة هي 10 و25 و50 و100 و200 و500 درام.

### نشاط عام 1995
من 1995 إلى 1998 كان مدير معهد البحوث العلمية للإصلاحات الاجتماعية.
من عام 1995 إلى عام 1998 كان رئيس جمعية البنوك الأرمنية. احتل سركسيان منصب رئيس البنك المركزي لأرمينيا (CBA) من 3 مارس 1998 وأعيد انتخابه من قبل الجمعية الوطنية الأرمنية كرئيس CBA لولاية ثانية مدتها سبع سنوات في 2 مارس 2005. شارك ما يصل إلى 92 من أعضاء البرلمان في التصويت، منها 86 صوتوا على ترشيحه.

## رئيس البنك المركزي (1998-2008)
وفي 3 آذار/ مارس 1998، انتُخب تيغران سركسيان رئيساً للبنك المركزي لأرمينيا، مما غيّر الوضع في القطاع المصرفي في أرمينيا تغيراً كبيراً. على وجه الخصوص، في تلك السنة بالذات تم إدخال معايير المحاسبة الدولية. في عام 2005، أعيد انتخاب سركسيان كرئيس للبنك المركزي، لفترة الولاية الثانية.
من 1998 إلى 2008 تم تصوير توقيعه على العملة في أرمينيا.

### إدخال معايير المحاسبة الدولية (1998)
في عام 1998، أدخل تيغران سركسيان الاستخدام الإلزامي لمعايير المحاسبة الدولية في أرمينيا. حتى عام 1998، تم استخدام المعايير السوفياتية الأرمنية، والتقارير لم تستوف المتطلبات الحديثة. النظام لا يزال يعمل في أرمينيا حتى اليوم.

### إنشاء نظام الدفع الإلكتروني بين البنوك (1999)
في عام 1999، أدخل مصرف أرمينيا المركزي نظام الدفع الإلكتروني، المعنون CBA.NET. كان هذا نظام دفع RTGS، ويقوم بأتمتة التدفق النقدي بين البنوك الأرمينية. حتى ذلك الحين تم إجراء أي معاملات بين البنوك باستخدام مناولة الورق. يعمل النظام في أرمينيا حتى اليوم.

### إنشاء نظام دفع وطني (2001)
في عام 2001، قدم البنك المركزي لأرمينيا نظام الدفع الوطني المسمى ARCA (البطاقة الأرمنية)، والذي بدأ فيما بعد دعم بطاقات ARCA المحلية. كما أصبحت ARCA أيضًا منصة لعمليات ماستركارد وفيزا وأمريكان اكسبريس وDiners Club، باستخدام مركز معالجة واحد وحلول تقنية وبرمجية.

### تنظيف القطاع المصرفي من الجريمة (2002-2004)
بصفته رئيس البنك المركزي لأرمينيا، بدأ تيغران سركسيان عملية بلورة القطاع المصرفي من الأعمال التجارية غير المشروعة والجريمة. وفي عام 2002، اعتُمدت التعديلات على قانون مصرف أرمينيا المركزي وقانون المصارف. التغييرات المعنونة «مجلس المصرف المركزي» لمنع اكتساب الجريمة لأصول البنك ومؤسسات الإقراض.
وفي الإطار التنظيمي المقبل، كان من الممكن تعديل عملية تتبع دوران الأصول الجنائية في المصارف ومنظمات الائتمان، وكذلك الأموال المستخدمة لتمويل الأنشطة الإرهابية أو غسل الأموال. ونتيجة لذلك تم إغلاق عدد من البنوك والمنظمات عديمة الضمير. تم حل الائتمان يريفان، البنك المتحد، البنك العقاري، خدمة الائتمان، الثقة، AgroBank، شيراك للاستثمار وغيرها. نتيجة للتحقيق في تدفق الأموال من المنظمات العاملة في الممارسات غير العادلة، كان من الممكن استرداد جميع الودائع للمواطنين. بحلول عام 2004 تم الانتهاء من عملية استعادة النظام المصرفي.

### نظام الترخيص الجديد (2002)
في عام 2002، اعتمدت أرمينيا تعديلات على قانون جمهورية أرمينيا بشأن الترخيص. وشملت قائمة المنظمات التي تخضع للتراخيص منظمات ائتمانية، والتي تشارك في المعاملات المالية، والمقاصة، ومعالجة مدفوعات البطاقات وغيرها.

### نظام تأمين الودائع (2004)
في عام 2004 تم تبني قانون بشأن مساهمات التأمين الإلزامي للمواطنين في أرمينيا من قبل تيغران سركسيان. على أساس هذا القانون في عام 2005 تم تأسيس الصندوق، والذي ينبغي أن يقوم برد الودائع للمواطنين. تم تمويل الصندوق من خلال ودائع من جميع البنوك والمؤسسات المالية. كان الحد الأقصى لحجم المساهمة 4 ملايين درامي في المستقبل. كان حجم الودائع بالعملة الأجنبية يساوي مليوني درام.

### بناء منظم ضخم للنظام المالي (2006)
في 1 كانون الثاني / يناير 2006، تم دمج النظام المصرفي، والإشراف على التأمين والإشراف على سوق الأوراق المالية في نظام واحد - وهو منظم ضخم للنظام المالي. وقدم نظامًا موحدًا للتنظيم المالي والإشراف القائم على المخاطر. وعهد بمهمة تنظيم أنشطة جميع المشاركين في النظام المالي والإشراف المالي إلى مصرف أرمينيا المركزي. كما أصبح البنك المركزي مسؤولاً عن ضمان الاستقرار المالي في أرمينيا.

### استهداف التضخم (2006)
في عام 2006 تحت قيادة تيغران سركسيان، تم تبني الإجراءات القانونية لتنفيذ سياسة استهداف الحصص النقدية لاستراتيجية استهداف التضخم لنشر تحليل للسياسة النقدية للبنك المركزي.

### نطاق التأمين (2007)
في عام 2007، تم تبني «قانون التأمين وأنشطة التأمين»، والذي تمت صياغته بالتعاون مع الاتحاد الأوروبي.

## رئيس الوزراء (2008-2014)
في 9 أبريل 2008 تم تعيين تيغران سركسيان كرئيس وزراء لأرمينيا، ليحل محل سيرج سركسيان في هذا المنصب، الذي تم انتخابه رئيسًا لأرمينيا في وقت سابق من ذلك العام. من 22 أبريل بدأت الحكومة الجديدة العمل، تتكون من 18 وزارة. الجمع بين وزير التنمية الإقليمية موقف نائب رئيس الوزراء. ضمت الحكومة ممثلين عن الائتلاف البرلماني من الأحزاب: الحزب الجمهوري الأرمني، أرمينيا المزدهرة، الاتحاد الثوري الأرمني، وسيادة القانون.
بعد شهرين من تعيين رشقات الحرب السربية الجورجية في سركسيان، والتي من بينها اقتصاد أرمينيا الجدي المحاصر من قبل تركيا وأذربيجان لأكثر من 20 عامًا، و 70٪ من المنتجات المستوردة من جورجيا.

### الأزمة المالية العالمية
في العام التالي بعد بدء حكومة سركسيان، وصلت موجة ثانية من الأزمة المالية العالمية إلى أرمينيا، مما أدى إلى انخفاض الناتج المحلي الإجمالي بنسبة 14.1 ٪. بسبب النظام البنكي القوي لأرمينيا، فإن الأزمة لم تؤذي البنوك الأرمنية، ولكن الانهيار الرئيسي حدث في قطاع البناء، حيث كان حجم الانخفاض 41.6 ٪. خفضت معدلات ضريبة الإنتاج إلى 22.5 ٪. كان الانهيار في هذين المجالين أكثر من 10٪ انخفاض في الحصة العامة من الناتج المحلي الإجمالي.
وتعليقًا على الانهيار الاقتصادي، قال تيغران سركسيان: «فقاعة الإسكان التي تم تضخيمها، انفجارها، التسبب في ظاهرة سلبية». كما أكد على ضرورة تنويع الاقتصاد. وكان من بين أسباب الانهيار الاقتصادي انخفاض ملحوظ في مستوى التحويلات الخارجية، وخفض الأسعار في السوق الدولية الخام، ولا سيما سوق المعادن غير الحديدية، قل الاهتمام بأسعار السلع المصدرة من أرمينيا، وكذلك انخفاض السيولة في الأسواق الدولية. السوق والهبوط اللاحق لمستوى الاستثمار.

### تدابير مناهضة الأزمات
12 نوفمبر 2008 قدم تيغران سركسيان برنامجًا مناهضًا للأزمة في الحكومة. 4 ديسمبر 2008 وفقا لقرار بروتوكول حكومة جمهورية أرمينيا تم الموافقة على قائمة التدابير المضادة للأزمة. من بين الأنشطة الرئيسية التي تم ذكرها ما يلي:
- الإصلاح الضريبي - تبسيط إدارة الضرائب
- الإصلاح الجمركي - تبسيط الإجراءات الجمركية
- تحسين بيئة الأعمال - تبسيط الكيانات القانونية التي تُنشئ عملية
- تطوير البنية التحتية - بناء الطرق، والعمل في مجال صناعة الطاقة الكهربائية وإمدادات الطاقة
- البناء - توفير ضمانات الدولة والإعانات لمطوري العقارات
- تعزيز القطاع الحقيقي - المشاركة في رأس المال السهمي، والقروض، وتمويل المشاريع التجارية
- مشاريع اجتماعية

### دعم قطاع الاقتصاد الحقيقي
بعد سنوات، دعمت الحكومة قطاع الاقتصاد الحقيقي. تم إنشاء لجنة خاصة لدراسة مشاريع الأعمال الفردية، ومنح الدعم لأفضلها. تم تقديم الدعم لـ 24 مشروع ناجح من أصل 300 مشروع تم تقديمه. كانت اللجنة تعمل لدعم الأعمال التجارية الصغيرة والمتوسطة الحجم، وقدمت الدعم المالي والاستشاري المباشر لعدد من الشركات في جميع أنحاء أرمينيا.
وكانت النتيجة أنه في عامي 2010 و2011، بلغ نمو مؤشر الإنتاج الصناعي 9.7٪ و 14.1٪ على التوالي، وحقق أفضل أداء منذ عام 2004. ونتيجة للاستثمارات في الاقتصاد الحقيقي، تم منع إقالة الموظفين على نطاق واسع في الشركات الصناعية. جلبت السياسة زيادة في عدد الشركات الصناعية بنسبة 6.3٪، وزيادة متوسط الأجور في المنشآت الصناعية بـ 60 ألف درام.

### تطوير مشاريع البنية التحتية
في إطار تدابير مكافحة الأزمة، تم تنفيذ مشاريع البنية التحتية، وبناء الطرق والمدارس والمستشفيات حول أرمينيا. قبل عام 2011، تم تنفيذ الإنجازات التالية:
- تم بناء 2280 كم من خطوط مياه الشرب والري
- إنشاء 106 محطة ضخ لمياه الشرب
- 209 خزانات مياه شرب مبنية
- 473 كم من خطوط وأنابيب مياه الري
- 130 محطة ضخ لمياه الري
- 45 خزان لمياه الري
- 1767 كم من الصرف
- 150 كلم من القنوات العامة

قبل عام 2011، تم إنفاق 105,3 مليار درام على بناء رأس المال لأنظمة المياه في أرمينيا. وهذا يزيد مرتين على النفقات في الفترة 2002-2006. استفاد حوالي 500 مجتمع من المبنى، حيث بلغ عدد سكانه 700 ألف نسمة.

### دعم البرامج الاجتماعية
في إطار الإجراءات المضادة للأزمة، أعلنت حكومة سارغسيان دعمها للبرامج الاجتماعية. تم وضع نظام الرهن العقاري التفضيلي للعائلات الشابة. قبل عام 2011، استخدمت 462 عائلة شابة هذا النظام. تم وضع حزمة اجتماعية.
نتيجة للتحقيقات المناسبة، تم حرمان 17 ألف أسرة من المعاشات الاجتماعية. تم إدراج 9000 أسرة محتاجة ضمن القائمة. تحقيقات 65000 حالة فردية، 5000 شخص يتلقون معاشات تقاعد، والتي تم قطعها من قبل. تمت إزالة 1718 أسماء الأشخاص المزيدين والمتوفين من قائمة المستفيدين. تم رفع مستوى المعاش الأساسي ل 2,5 مرة.
وفقا لتقرير البنك الدولي، منع برنامج الحكومة لمكافحة الأزمة مساعدة ساعدت في انخفاض مستوى الفقر إلى 51.7 ٪.

### الطريق الشمالي الجنوبي السريع
منذ عام 2008، شرعت حكومة تيغران ساركسيان في إجراء مفاوضات مع بنك التنمية الآسيوي حول تمويل الطرق السريعة التي تربط شمال وجنوب أرمينيا. وقدرت ميزانية المشروع الأولية بنحو 500 مليون دولار. كان من المقرر أن يؤدي الطريق السريع المكون من 4 حارات بطول إجمالي يبلغ 556 كم إلى قيادة عبر آغاراك - كابان - يريفان - غيومري - بافرا، التي تربط إيران بجورجيا. وافقت الحكومة الأرمنية على المشروع الاستثماري في 14 يناير 2010.
تم توقيع عقد الشريحة الأولى في 15 أكتوبر 2009. أصبح مطور المشروع فرنسي Egis Group. أصبح المقاول كورسان Corviam Construccion من إسبانيا. أصبحت شركة مدير المشروع SAFEGE من فرنسا وEPTISA من إسبانيا.
تم توقيع عقد الدفعة الثانية في 30 مايو 2011. تم التخطيط لمبلغ 210 ملايين دولار لبناء الطرق في أشتاراك - تالين (41.9 كم). تم توقيع عقد الشريحة الثالثة في 18 نوفمبر 2013 مع بنك الاستثمار الأوروبي بمبلغ 60 مليون يورو وفي 11 مارس 2014 مع بنك التنمية الآسيوي بمبلغ 100 مليون دولار أمريكي. لم يتم اختيار المقاول في لحظة التوقيع بعد.
خلال مؤتمر صحفي مع رئيس الوزراء الجورجي تيغران سركسيان، أجاب على سؤال حول الطريق السريع بين الشمال والجنوب: "لأول مرة في التاريخ سيكون لأرمينيا طريق سريع حديث، يستوفي المعايير والمتطلبات الدولية التي ستتاح للسيارات فرصة عبور الحدود الجورجية بسرعة عالية يقوم شركاؤنا الجورجيون بتنفيذ برنامج مماثل مع بنك التنمية الآسيوي.

### تطور الحكومة الإلكترونية

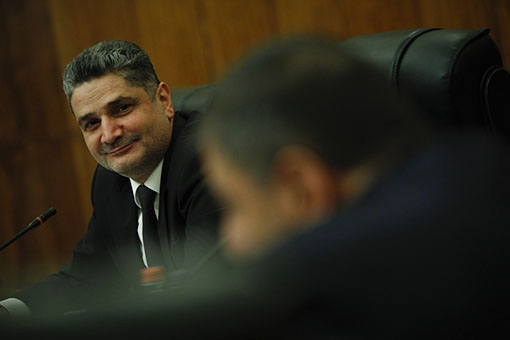
تيغران سركسيان، رئيس وزراء أرميني

اعتمدت الحكومة تيغران سركسيان برنامج لتنمية الحكومة الإلكترونية. خصيصا لهذه المهمة وجهت الدعوة إلى متخصصين من إستونيا، التي كانت تعتبر واحدة من أفضل الأنظمة الحكومية الإلكترونية في جميع أنحاء العالم. في المراحل الأولى، تم إطلاق تدفق المستندات الإلكترونية في بلدية يريفان، والبنك المركزي، بالإضافة إلى نظام التوت، الذي شمل في عام 2011 35 مؤسسة حكومية. تم استخدام النظام من قبل عدد من الشركات الخاصة، أي ArmRosGazProm ومصنع نايرت. أتاح النظام للمواطنين التحقق من معالجة طلباتهم ووثائقهم، وكذلك مراقبة أنشطة الحكومة، ونفقات الموازنة وما إلى ذلك.
قبل بدء تشغيل نظام الحوسبة كان منخفضًا إلى حد ما: كان لدى 200 موظف متوسط 60 جهاز كمبيوتر. في المراحل الأولى، أصبح موظفو الحكومة ووزارة الشؤون الخارجية ووزارة المالية ووزارة الإدارة الإقليمية منصات تجريبية لإطلاق النظام. انتهت المرحلة الأولى بنهاية عام 2008. وخلال عام 2009، انضمت بقية الوزارات والموظفين الإقليميين إلى النظام.
وفقاً لديفيد سركسيان، رئيس موظفي الحكومة في عام 2008 - 2013، تم تضمين ضرورة تطوير هذا النظام في برنامج الانتخابات سيرج سركسيان.

### بناء الطرق
زادت حكومة شركة تيغران سركسيان نفقات بناء الطرق، واستكملت بناء 1576.9 كم من الطرق و 60 جسرًا، وهو ما يزيد مرتين عن مستوى البناء في 1997 - 2006. وبلغ متوسط ميزانية بناء الطرق 22.6 مليار درام مقابل 13.7 مليار في الفترة السابقة. بلغ متوسط طول الطريق الذي تم تشييده 315 كم في السنة مقابل 164 طريقًا في الماضي.

### قطاع الطاقة
في نيسان / أبريل 2010، تم إطلاق محطة الطاقة الجديدة لمحطة يريفان الحرارية، بدعم من بنك اليابان للتعاون الدولي. بلغ إجمالي الطاقة المركبة 271.7 ميجاوات، منها 242 ميجاوات من الطاقة الكهربائية و 434.9 جيجابت / ساعة. أصبح عمل المصنع الجديد أكثر فعالية من 14 إلى 14.5 مليار درام.
في الفترة قبل عام 2011، بنت 69 محطات کھربائیة بکھربائیة منخفضة الطاقة تنتج 1.4 ملیار کیلو واط في الکھرباء في الساعة
في كانون الثاني / يناير 2012، تم إطلاق أول محطة للطاقة في محطة هرزدان للطاقة الحرارية بطاقة 480 ميغاواط مع 17 محطة فرعية بطاقة إجمالية تبلغ 110 ميجاوات.
تم بناء نظام خط مزدوج كهربائي عالي الجهد يربط بين أرمينيا وإيران. تم بناء خط أنابيب غاز بديل بطول 190 كم يربط بين أرمينيا وإيران.

### الاتصالات الجوية
في الفترة التي سبقت عام 2011، اجتذبت استثمارات ضخمة إلى قطاع الاتصالات الجوية في أرمينيا. تم شراء مطار زفارتنوتس من قبل إدواردو إرنيكيان - رجل أعمال أرجنتيني من أصل أرمني، والذي يمتلك العشرات من المطارات في جميع أنحاء العالم. تم تحديث مطار زفارتنوتس بالكامل وتم بناء مبنى جديد للمطار. تم تحديث شيراك - ثاني أكبر مطار في أرمينيا أيضًا. بلغ إجمالي الاستثمار 70 مليون دولار أمريكي.

### قطاع الاتصالات السلكية واللاسلكية
خلال سنوات تيغران الحوكمة ثالث مشغل للهاتف المحمول - تمت دعوة أورانج أرمينيا إلى أرمينيا. كما تم وضع شروط لمورد الإنترنت الثالث لمزودي الإنترنت الأرمنية دخلت السوق. قبل أن يؤثر هذا الاحتكار الواقعي على أرمينيا: قدمت شركتان فقط أرمينيا عبر الإنترنت - Armentel - وهي جزء من مجموعة شركات Beeline وFibernet. ثم تم تعيين وزير النقل والاتصالات أندرانيك مانوكيان مالكًا للشركة. أصبح مزود الإنترنت الجديد الذي يحصل على الإذن بالعمل هو GNC Alfa.
في نتيجة تجسيد شبكة الإنترنت وسوق الهاتف المحمول جلبت إلى انخفاض كبير في الأسعار: في عام 2007 1 ميغابت من تكلفة الإنترنت غير محدود 2.9 مليون درامات (حوالي 8900 دولار)، في حين انخفض سعر عام 2011 إلى 24000 درام ل 1 ميغابت (64 دولار). زاد عدد مستخدمي الإنترنت 19 مرة ليصل إلى 380000 (كل عائلة ثانية في أرمينيا). ارتفع عدد مستخدمي الخدمات المتنقلة إلى 3 380 000 من 1 118000.

### اصلاح بيئة الأعمال
27 يونيو 2008 تم تبني برنامج حكومي يهدف إلى تحسين بيئة الأعمال. ودعا البرنامج إلى إصلاح قطاع الضرائب، وقطاع التجارة الدولية، وتنفيذ العقود، فضلا عن تصفية الكيانات القانونية. خلال جلسة الحكومة، تم تكليف رؤساء الوزارات للإبلاغ عن الأنشطة المنفذة في إطار الإصلاحات. تم تكليف وزير الاقتصاد بالإبلاغ عن إجمالي الإنجازات. في نوفمبر 2011، تم تبني حزمة ضريبية جديدة تهدف إلى تحسين بيئة الأعمال. وفقا لتيجران سركسيان، فإن المهمة هي جذب الاستثمارات إلى أرمينيا. تأسيس المناطق الاقتصادية الحرة كان لتحفيز جذب الاستثمارات الخاصة.
نفذت الإصلاحات التي أدخلت على النتائج التالية:
استغرقت عملية تسجيل الشركات ذات الأنظمة النموذجية 13-15 دقيقة مقابل 20 يومًا في الماضي. استغرقت القضايا التنظيمية غير المعتادة يومين.
استغرق تصفية الكيانات القانونية 20 يومًا مقابل 30 يومًا في الماضي.
ومقابل 50 تقريراً في الماضي، كان لدى الشركات 36 تقريرًا للضرائب فقط. استغرق وقت تقارير الضرائب 30 ساعة في حالة الإعلان الإلكتروني و 300 ساعة في الإعلان الورقي مقابل 1120 ساعة في الماضي.
تم تخفيض عدد التراخيص إلى 84، واعتمدت في طريقة معقدة و12 اعتمدت في طريقة مبسطة، ضد 157 تراخيص معقدة و12 رخصة مبسطة في الماضي.
استغرق الإذن لبناء المباني مع مساحة أقل من 1500 متر مربع 7 مراحل و 27 يوما مقابل 20 مراحل و 137 يوما في الماضي.

### وفاء
الإصلاحات الرئيسية التي بدأتها حكومة تيغران سركسيان كانت على النحو التالي:
- إصلاح أجهزة النقدية
- تطوير الحكومة الإلكترونية
- إطلاق الحزمة الاجتماعية لجنود الدولة
- إصلاح إلزامي لتأمين السيارات
- عدة تغييرات رئيسية في السياسة الضريبية
- تأسيس منطقتين معفاة من الضرائب في أرمينيا
- نظام التوقيعات الإلكترونية
- بناء الطرق السريعة بين الشمال والجنوب
- نظام معفى من الضرائب للشركات المبتدئة
- نظام التقاعد الإجباري

وقد تعرض لانتقادات شديدة لإصلاح التأمين الإلزامي على السيارات، والذي أصبح شائعًا في وقت لاحق للمجتمع الأرمني. كما تم تنظيم احتجاجات حادة ضد إطلاق نظام جديد إلزامي لتمويل المعاشات التقاعدية، والذي لم يدخل حيز التنفيذ في الوقت الذي ترأس فيه الحكومة بسبب استقالته في أبريل 2014.

### استقالة
أعلن تيغران الاستقالة في 3 أبريل 2014 لكنه لم يعط سبب محدد. وفي الوقت الذي قال فيه نائب رئيس البرلمان وعضو الحزب الجمهوري الحالي إدوارد شارازانوف أن الرئيس سيرج سركسيان قبل استقالته، رفض هو أيضاً إعطاء سبب للاستقالة إلا أنه قال إنه «قرار شخصي». ومع ذلك، فقد عرض على الاستقالة قبل ذلك بشهر، لكنه كان مقتنعاً بالبقاء في منصبه من قبل الرئيس حتى صدور حكم من المحكمة الدستورية حول خطته المثيرة للجدل لإصلاح نظام التقاعد التي تم انتقادها.
بعد أشهر من الاحتجاجات، أعلنت المحكمة الدستورية أن الجزء الإلزامي من قانون إصلاح نظام التقاعد يتعارض مع القانون الأساسي لأرمينيا. وكان هذا الإجراء يتطلب من الأرمن الذين ولدوا بعد عام 1973 أن يساهموا بنسبة خمسة في المائة من دخلهم الشهري في واحد من اثنين من الصناديق الخاصة التي تقرها الحكومة والبنك المركزي لإدارة المعاشات التقاعدية. كما ذكر المعارضون عدم ثقتهم في هذه الصناديق وعدم الرغبة في فقدان هذه النسبة العالية من دخلهم. وأضاف رئيس اللجنة، جاجيك هاروتيونيان، أن القانون ساري المفعول إلى أن تبطله الجمعية الوطنية بحلول 30 أيلول / سبتمبر. وأشار مسؤولون حكوميون آخرون لم يسمهم إلى أنه وفقا للحكم، فإن القانون لن يتم الامتثال له، رغم أن وزير العدل هراير توفماسيان أكد أن الحكم ضد العنصر الإجباري لم يكن غير دستوري من حيث المبدأ، ولكن هناك حاجة إلى عدد من الأحكام فقط وفقاً للقانون الأساسي.

## خدمة السفير الأمريكي (2014-2016)
في 26 يونيو 2014، تم تعيين تيغران سركسيان سفيرا لأرمينيا في الولايات المتحدة بموجب مرسوم من الرئيس الأرمني. وبنفس المرسوم، حصل على أعلى رتبة دبلوماسية للسفير فوق العادة والمفوض. في 15 يوليو / تموز بدأ السفير الأمريكي باراك أوباما بقبول أوراق اعتماد سركسيان. وفقا لوسائل الإعلام الأرمنية، عادة ما يتم استقبال السفراء المعينين حديثا من قبل الرئيس الأمريكي في وقت ليس أقل من أشهر من وصولهم إلى العاصمة، ولكن استقبل أوباما سركسيان في غضون أسبوعين بعد دخول الولايات المتحدة بصفته الجديدة. في غضون عام من سفارة سركسيان قام الرئيس الأرمني سركسيان بثلاث زيارات عمل للولايات المتحدة الأمريكية.
كما حضر السفير تيغران سركسيان بنشاط المحافل والمؤتمرات الدولية حول السياسة الاقتصادية، قضايا التكامل والتعاون الأوروآسيوية. في إطار مشاركته النشطة في 10 آذار / مارس 2015، نظم المعهد الأوروبي مناقشة مائدة مستديرة خاصة بعنوان «الاتحاد الاقتصادي الآسيوي: انضمام أرمينيا وما بعده» (). خلال كلمته أبرز أبرز المبادئ التي دفعت أرمينيا إلى الانضمام إلى الاتحاد الاقتصادي الأوروبي، مشيرًا إلى عاملين رئيسيين - القضية الاقتصادية والقضية السياسية والأمنية. كما ذكر أن أرمينيا بحاجة إلى البحث عن طرق جديدة للتعاون بين الشرق والغرب، تهدف إلى أن تكون مربحة لكلا الطرفين. إبراز دور أرمينيا في العملية التي ادعى أنها قال إنه يعتقد أن أرمينيا يمكن أن تصبح جسراً فريداً في عملية إيجاد طرق لهذا التكامل الاقتصادي الأوروبي بالكامل. وحضر هذا الحدث تاتيانا فالوفايا، وزيرة مفوضية الاندماج الاقتصادي والاقتصادي الكلي في منطقة آسيا الاقتصادية، وسفراء روسيا وقيرغيزستان في الولايات المتحدة، وممثلين عن وزارة الخارجية الأمريكية، وممثلين دبلوماسيين، وأعضاء في الدوائر الاجتماعية والسياسية.
في عام 2015 حضر منتدى أستانا الاقتصادي في 20-22 مايو 2015 ومنتدى سانت بطرسبورغ الاقتصادي الدولي في عام 2015. في منتدى سانت بطرسبرغ شدد على الأهمية الرئيسية للتنسيق الاقتصادي الكلي في إطار الاتحاد الاقتصادي الآسيوي، أهمية متابعة هذه المؤشرات للتنبؤ بالموقف أولاً للشركات. تم تضمين الاقتراح في قائمة اللحظات الرئيسية للمنتدى.
خلال فترة سفراء تيغران سركسيان تم تنظيم ثلاث زيارات عمل لرئيس أرمينيا إلى الولايات المتحدة - في سبتمبر 2014، مايو 2015  وسبتمبر 2015.
في 12 يناير 2016، تم فصل تيغران سركسيان من منصب السفير في الولايات المتحدة وانتقل إلى منصب آخر - رئيس مجلس إدارة اللجنة الاقتصادية الأوروآسيوية. في 27 يناير / كانون الثاني، عُقدت حفلة وداع حضرها بيتر أ. سيلفريدج، رئيس المراسم في الولايات المتحدة، والسفراء الأمريكيين السابقين لأرمينيا جون إيه. هيفرن، وماري ل. يوفانوفيتش، وجون مارشال إيفانز، وغيرهم من كبار المسؤولين. في 12 يناير 2016، استبدل غريغور هوفهانيسيان بأنه سفير أرمينيا في الولايات المتحدة.

### استقالة
أعلن تيغران الاستقالة في 3 أبريل 2014 لكنه لم يعط سبب محدد. وفي الوقت الذي قال فيه نائب رئيس البرلمان وعضو الحزب الجمهوري الحالي إدوارد شارازانوف أن الرئيس سيرج سركسيان قبل استقالته، رفض هو أيضاً إعطاء سبب للاستقالة إلا أنه قال إنه «قرار شخصي». ومع ذلك ، فقد عرض على الاستقالة قبل ذلك بشهر، لكنه كان مقتنعاً بالبقاء في منصبه من قبل الرئيس حتى صدور حكم من المحكمة الدستورية حول خطته المثيرة للجدل لإصلاح نظام التقاعد التي تم انتقادها.
بعد أشهر من الاحتجاجات، أعلنت المحكمة الدستورية أن الجزء الإلزامي من قانون إصلاح نظام التقاعد يتعارض مع القانون الأساسي لأرمينيا. وكان هذا الإجراء يتطلب من الأرمن الذين ولدوا بعد عام 1973 أن يساهموا بنسبة خمسة في المائة من دخلهم الشهري في واحد من اثنين من الصناديق الخاصة التي تقرها الحكومة والبنك المركزي لإدارة المعاشات التقاعدية. كما ذكر المعارضون عدم ثقتهم في هذه الصناديق وعدم الرغبة في فقدان هذه النسبة العالية من دخلهم. وأضاف رئيس اللجنة، جاجيك هاروتيونيان، أن القانون ساري المفعول إلى أن تبطله الجمعية الوطنية بحلول 30 أيلول / سبتمبر. وأشار مسؤولون حكوميون آخرون لم يسمهم إلى أنه وفقا للحكم، فإن القانون لن يتم الامتثال له ، رغم أن وزير العدل هراير توفماسيان أكد أن الحكم ضد العنصر الإجباري لم يكن غير دستوري من حيث المبدأ، ولكن هناك حاجة إلى عدد من الأحكام فقط وفقاً للقانون الأساسي.

## خدمة السفير الأمريكي (2014-2016)
في 26 يونيو 2014، تم تعيين تيغران سركسيان سفيرا لأرمينيا في الولايات المتحدة بموجب مرسوم من الرئيس الأرمني. وبنفس المرسوم، حصل على أعلى رتبة دبلوماسية للسفير فوق العادة والمفوض. في 15 يوليو / تموز بدأ السفير الأمريكي باراك أوباما بقبول أوراق اعتماد سركسيان. وفقا لوسائل الإعلام الأرمنية، عادة ما يتم استقبال السفراء المعينين حديثا من قبل الرئيس الأمريكي في وقت ليس أقل من أشهر من وصولهم إلى العاصمة، ولكن استقبل أوباما سركسيان في غضون أسبوعين بعد دخول الولايات المتحدة بصفته الجديدة. في غضون عام من سفارة سركسيان قام الرئيس الأرمني سركسيان بثلاث زيارات عمل للولايات المتحدة الأمريكية.
كما حضر السفير تيغران سركسيان بنشاط المحافل والمؤتمرات الدولية حول السياسة الاقتصادية، قضايا التكامل والتعاون الأوروآسيوية. في إطار مشاركته النشطة في 10 آذار / مارس 2015، نظم المعهد الأوروبي مناقشة مائدة مستديرة خاصة بعنوان «الاتحاد الاقتصادي الآسيوي: انضمام أرمينيا وما بعده» (). خلال كلمته أبرز أبرز المبادئ التي دفعت أرمينيا إلى الانضمام إلى الاتحاد الاقتصادي الأوروبي، مشيرًا إلى عاملين رئيسيين - القضية الاقتصادية والقضية السياسية والأمنية. كما ذكر أن أرمينيا بحاجة إلى البحث عن طرق جديدة للتعاون بين الشرق والغرب، تهدف إلى أن تكون مربحة لكلا الطرفين. إبراز دور أرمينيا في العملية التي ادعى أنها قال إنه يعتقد أن أرمينيا يمكن أن تصبح جسراً فريداً في عملية إيجاد طرق لهذا التكامل الاقتصادي الأوروبي بالكامل. وحضر هذا الحدث تاتيانا فالوفايا، وزيرة مفوضية الاندماج الاقتصادي والاقتصادي الكلي في منطقة آسيا الاقتصادية، وسفراء روسيا وقيرغيزستان في الولايات المتحدة، وممثلين عن وزارة الخارجية الأمريكية، وممثلين دبلوماسيين، وأعضاء في الدوائر الاجتماعية والسياسية.
في عام 2015 حضر منتدى أستانا الاقتصادي في 20-22 مايو 2015 ومنتدى سانت بطرسبورغ الاقتصادي الدولي في عام 2015. في منتدى سانت بطرسبرغ شدد على الأهمية الرئيسية للتنسيق الاقتصادي الكلي في إطار الاتحاد الاقتصادي الآسيوي، أهمية متابعة هذه المؤشرات للتنبؤ بالموقف أولاً للشركات. تم تضمين الاقتراح في قائمة اللحظات الرئيسية للمنتدى.
خلال فترة سفراء تيغران سركسيان تم تنظيم ثلاث زيارات عمل لرئيس أرمينيا إلى الولايات المتحدة - في سبتمبر 2014، مايو 2015  وسبتمبر 2015.
في 12 يناير 2016، تم فصل تيغران سركسيان من منصب السفير في الولايات المتحدة وانتقل إلى منصب آخر - رئيس مجلس إدارة اللجنة الاقتصادية الأوروآسيوية. في 27 يناير / كانون الثاني، عُقدت حفلة وداع حضرها بيتر أ. سيلفريدج، رئيس المراسم في الولايات المتحدة، والسفراء الأمريكيين السابقين لأرمينيا جون إيه. هيفرن، وماري ل. يوفانوفيتش، وجون مارشال إيفانز، وغيرهم من كبار المسؤولين. في 12 يناير 2016، استبدل غريغور هوفهانيسيان بأنه سفير أرمينيا في الولايات المتحدة.

## رئيس اللجنة الاقتصادية الأوروآسيوية (2016 - الآن)
في 16 أكتوبر / تشرين الأول 2015، عُرضت قمة اللجنة الاقتصادية الأوروبية الآسيوية في كازاخستان التي حضرها رؤساء الدول الأعضاء تيغران سركسيان على منصب الرئيس القادم للجنة لشغل المنصب في 1 فبراير 2016. وقدمه رئيس بيلاروسيا الكسندر لوكاشينكو قائلاً: «تمت الموافقة على ترشيحه من قبل رئيس روسيا، كان يعمل معه، وهو معروف كأخصائي متمرس ، ذائع الصيت».
في 1 فبراير ترأس تيغران سركسيان اللجنة الاقتصادية الأوراسية الجديدة. وصل عدد موظفي المفوضية إلى 10. تم استبدال وزير التجارة أندري سليفنيف من قبل الروسية فيرونيكا نيكيشينا. تم إطلاق منصب جديد - عضو مجلس إدارة (وزير) في الأسواق الداخلية، المعلوماتية، تكنولوجيا المعلومات والاتصالات، التي احتلتها كارين أرمينيا.

## الحياة الشخصية
متزوج ولديه ثلاثة أطفال: ابنة - نارين، واثنين من الأبناء - أبغار وماركوس واثنين من الأحفاد.

## وصلات خارجية
- Armenia’s new Prime Minister not going to join any party, 11 April 2008.

| المناصب السياسية | المناصب السياسية   | المناصب السياسية      |
| ---------------- | ------------------ | --------------------- |
| سبقه             | رئيس وزراء أرمينيا | تبعه هوفيك أبراهاميان |